# Gustavus Josephus Waffelaert
Gustavus Waffelaert (Rollegem, 27 augustus 1847 - Brugge, 18 december 1931) was een Belgische theoloog en de 22ste bisschop van Brugge.

## Afkomst en studies

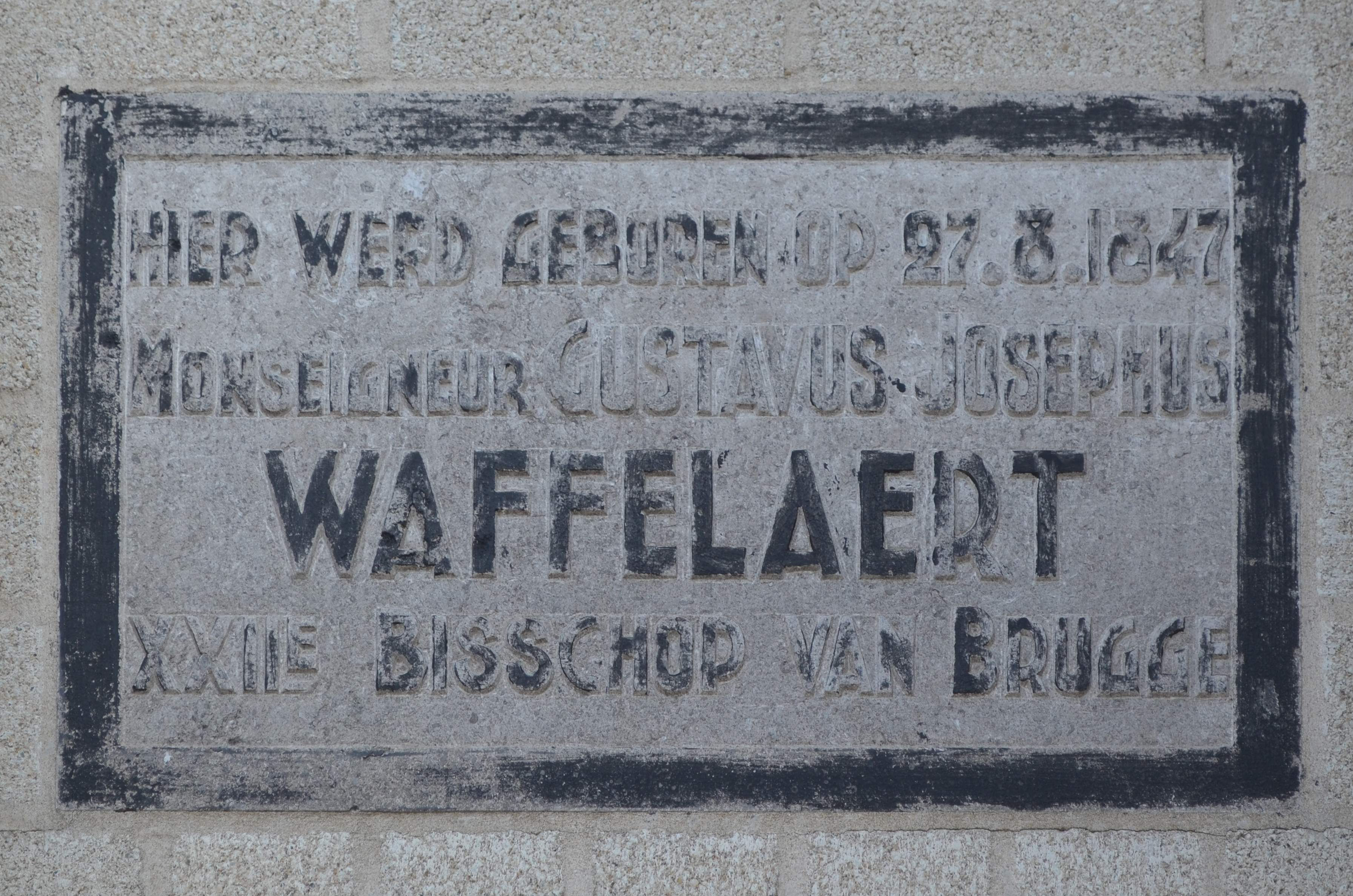
Herdenkingsplaat op de gevel van het gebouw gelegen op Tombroekstraat 5 in Rollegem.

Waffelaert was de zoon van douanebrigadier Angelus Waffelaert en van Barbara Vermeulen.
Hij volbracht zijn middelbare studies aan het Sint-Vincentiuscollege in Ieper waar hij als primus eindigde.
In 1866 begon hij zijn priesteropleiding, eerst in het Kleinseminarie van Roeselare en vervolgens aan het Grootseminarie in Brugge. Op 17 september 1870 werd hij tot priester gewijd.
Hij onderbrak toen zijn studies omwille van gezondheidsredenen en deed gedurende vijf jaar dienst als parochiepriester in Sint-Michiels bij Brugge en in Blankenberge.
Van 1875 tot 1880 studeerde hij in Leuven en promoveerde er tot doctor in de theologie. Hij werd daarop benoemd tot professor moraaltheologie aan het Grootseminarie in Brugge.
Op 30 april 1884 werd hij, samen met zijn onmiddellijke voorganger Petrus De Brabandere, benoemd tot vicaris-generaal van het bisdom Brugge. Hij werd tevens benoemd tot bestuurder van de zusters van de Heilige Jozef.

## Bisschop van Brugge
Toen zijn voorganger, enkele maanden na zijn aanstelling, plots stierf, werd Waffelaert op 28 juni 1895 benoemd en op 25 juli gewijd tot tweeëntwintigste bisschop van Brugge. Hij nam als wapenspreuk 'Duc nos quo tendimus' (Leid ons naar het doel dat wij beogen).
Hij was een tegenstander van het Vlaams-nationalisme en liet in 1927 Frans Sarre, onderwijzer in de Heilig Hartschool van Izegem ontslaan omdat hij Vlaams-nationalist was.

## Theoloog en kenner van de mystici
Waffelaert was een man van studie. Hij heeft hiervan de voornaamste activiteit tijdens zijn leven gemaakt, enigszins ten koste van de administratie van zijn bisdom en van de contacten met priesters en leken.
In La nouvelle revue théologique publiceerde hij op zes jaar tijd bijna 900 bladzijden Voor publicaties door de professoren uit zijn eigen bisdom stichtte hij de Collationes Brugenses. Hierin publiceerde hij zijn magnum opus, de Meditationes Theologicae. 
Hij lag ook aan de oorsprong van een boekenreeks 'het geestelijk leven' waarin werk van grote mystici als de Broeders van het Gemene Leven, Jan van Ruusbroec en Johannes van het Kruis werd gepubliceerd.

## Waffelaert en Gezelle
Vanaf het midden van de jaren achttiennegentig vroeg Waffelaert aan Guido Gezelle zijn mystieke meditaties in het Nederlands te vertalen.
Beiden kenden elkaar al lang, maar deze opdracht bracht ze nader tot elkaar. Gezelle spoorde vaak naar Brugge, om er op het bisdom de vertaling te bespreken. Op zijn zomerverblijf Ter Groene Poorte ontving de bisschop herhaaldelijk de oude priester aan zijn tafel, samen met zijn vicarissen-generaal. 
Hij benoemde Gezelle tot rector van het Engels klooster. Met spijt moest Gezelle Kortrijk en zijn vele vrienden verlaten en een vermoeiende verhuis naar Brugge ondernemen. Uitzonderlijk kwam de bisschop hem persoonlijk aan het dertigtal augustinessen voorstellen als een zeer geleerd priester, wellicht de grootste Vlaamse dichter aller tijden, een beroemd taalgeleerde. Toen Waffelaert in de maand september voor enkele dagen op reis ging naar Engeland, nodigde hij Gezelle uit om zijn reisgezel te zijn. 
Achteraf gezien betekende dit de bespoediging van Gezelles dood. Daar waar hij in Kortrijk sinds enkele jaren een rustig ambteloos leven had geleid, werd hij nu opnieuw druk belast: dagelijks de mis lezen en prediken voor de zusters, ze een voor een te woord staan, raad geven en hun biecht horen, godsdienstles geven aan het zestigtal meisjes die als intern het schooltje van het klooster bevolkten. Daarbij kwam dan nog het verdere vertaalwerk in dienst van de bisschop en de blijvende stroom van bestellingen voor gedichten bij allerhande gelegenheden.

## Na zijn dood
Gustavus Waffelaert werd begraven in de kapel van de kanunniken van het kapittel op het Brugs kerkhof. In 2002 werd zijn stoffelijk overschot samen met dat van vier andere Brugse bisschoppen overgebracht naar de grafkelder onder de Sacra-kapel in de Sint-Salvatorskathedraal.

## Publicaties
- Tractatus theologici de virtutibus cardinalibus (1884)
- Exposé sommaire des principes généraux de la science sociale devant servir d'introduction à l'intelligence de l'encyclique Rerum Novarum sur la condition des ouvriers (1894)
- Catechismus, of: Christelijke leering ten gebruike der katholieke jonkheid en andere geloovigen des bisdoms van Brugge (1899)
- Annotationes in tractatum "De virtutibus theologicis", quas in gratiam suorum auditorum (1900)
- Eening der minnende ziel met God, of: Handleiding tot de christelijke volmaaktheid naar de leering, bij voorkeur, van gelukzaligen Ruusbrouck (1916)
- De geestelijke duif opvliegende Godewaarts, of: De drie baanvakken van den weg der volmaaktheid (1918)
- La colombe spirituelle prenant un essor vers Dieu, ou: Les trois voies du chemin de la perfection (1919)
- Gebedenboek voor de geloovigen van het bisdom Brugge (1927)